# Isaac de Camondo

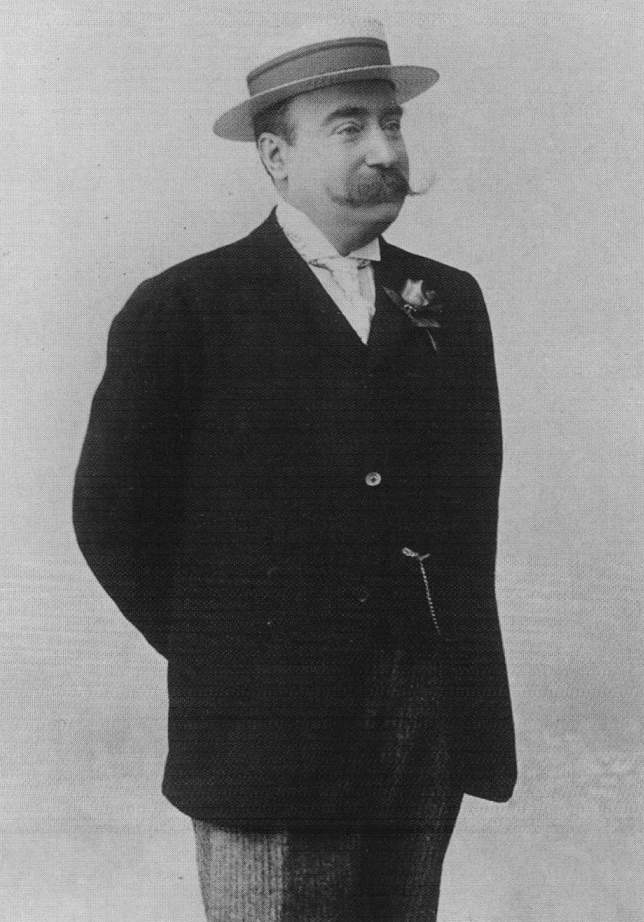
Comte Isaac de Camondo, Fotografie von A. Bert, Paris, um 1890

Comte Isaac de Camondo (* 3. Juli 1851 in Konstantinopel; † 7. April 1911 in Paris) war ein Bankier, Musiker, Kunstsammler und Mäzen. Er entstammte einer jüdischen Bankiersfamilie und lebte ab Ende der 1860er Jahre in Frankreich, wo er ab 1874 in der Pariser Filiale des Familienunternehmens arbeitete. Später engagierte er sich auch in anderen Unternehmen. Als Diplomat vertrat er einige Jahre das Osmanische Reich als Generalkonsul in Paris. Camondo bewunderte die Musik von Richard Wagner und komponierte selbst, darunter die Oper Le Clown, die in Frankreich und im Ausland zur Aufführung kam. Über mehrere Jahrzehnte trug er eine bedeutende Sammlung von Kunstwerken verschiedener Epochen und Kulturen zusammen. Herausragend ist seine Bedeutung als Sammler impressionistischer Werke, zu deren frühesten Förderern er gehörte. Seine umfangreichen Kunstsammlungen stiftete Camondo, teilweise schon zu Lebzeiten, dem Louvre. Seine Sammlung impressionistischer Gemälde ist heute im Musée d’Orsay zu sehen.

## Familie
Die Familie Camondo stammte ursprünglich aus Spanien. Nach der Vertreibung der spanischen Juden ließen sie sich in Venedig nieder. Nach der Öffnung des Ghetto 1797 übersiedelten die Camondos als österreichische Staatsbürger nach Konstantinopel, wo Isaac Camondo, der Bruder des Urgroßvaters, 1802 das Bankhaus Isaac Camondo & Cie. gründete. Nach seinem Tod 1832 ging das Bankhaus auf den Urgroßvater Abraham Salomon Camondo über. Er wurde zu einem der wichtigsten Finanziers des Osmanischen Reiches und schuf mit dem Bankhaus und im Immobiliengeschäft ein beträchtliches Vermögen, das später auf seine Enkel Behor Abraham Camondo und Nissim Camondo überging.
Isaac de Camondo kam 1851 als zweites Kind von Behor Abraham Camondo und seiner Frau Régina Baruch (1833–1905) in Konstantinopel zur Welt. Seine ältere Schwester war Clarisse de Camondo (1848–1917), aus deren späterer Ehe mit Léon Alfassa (1849–1920) sechs Kinder hervorgingen. Die Mitglieder der Familie Camondo legten 1865 die österreichische Staatsbürgerschaft ab und nahmen die italienische Staatsbürgerschaft an. Der italienische König Viktor Emanuel II. erhob 1867 Abraham Salomon Camondo und seine Nachkommen in den Grafenstand. Seitdem führen die Familienmitglieder den Namen de Camondo. 1869 übersiedelte die gesamte Familie nach Paris, lebte während des Deutsch-Französischen Krieges jedoch vorübergehend in London. Von 1871 bis 1875 ließ sich Isaacs Vater von dem Architekten Denis-Louis Destors ein noch heute stehendes Palais in der Rue Monceau Nr. 63 errichten, direkt am Parc Monceau, in einer der teuersten Wohngegenden von Paris. Sein Onkel erwarb das benachbarte Grundstück Rue Monceau Nr. 61, auf dem sein Cousin Moïse de Camondo später eine Villa im Stil des 18. Jahrhunderts errichtete, die heute als Museum Nissim de Camondo dessen Kunstsammlungen zeigt.

## Leben

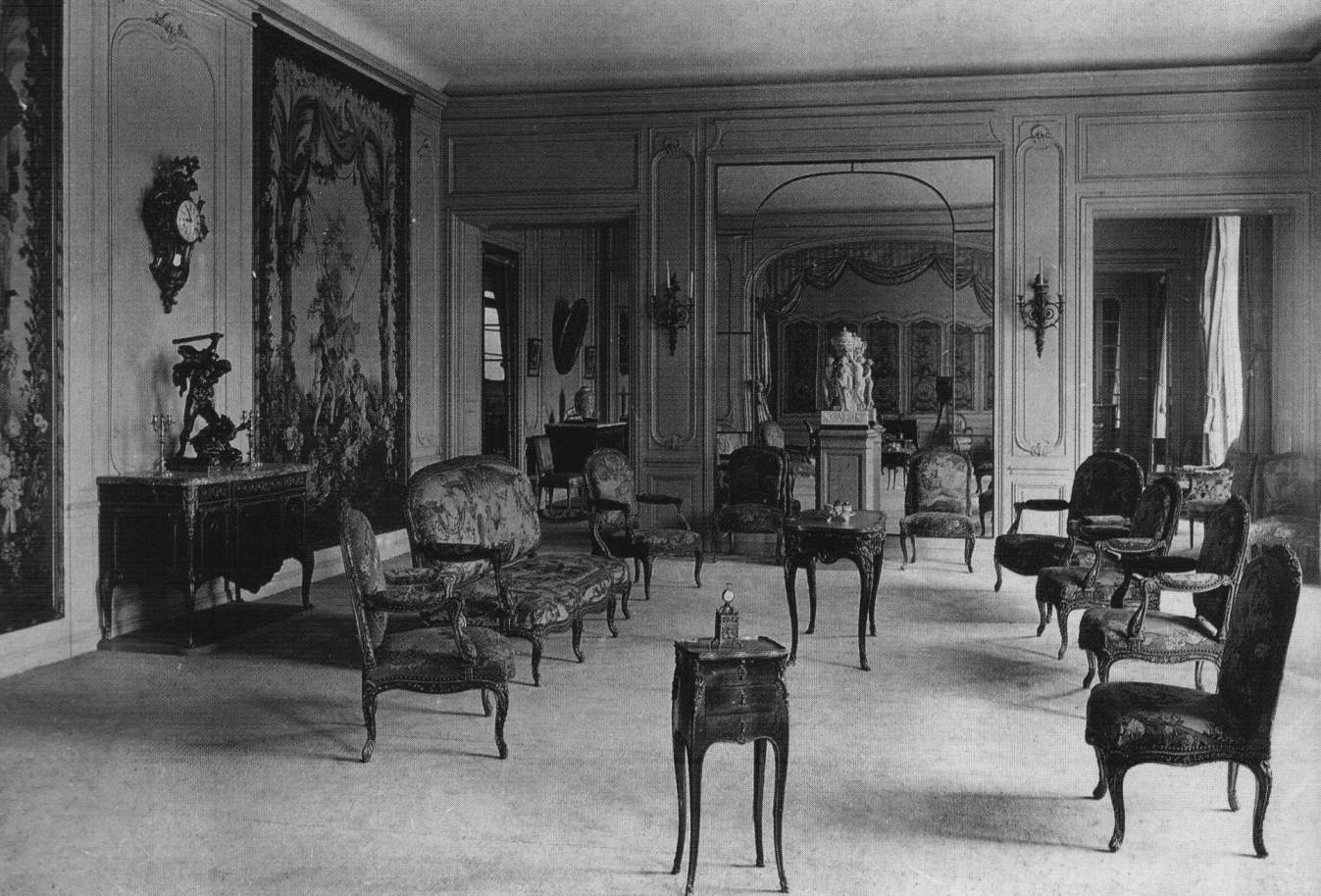
Der Salon im Apartment von Isaac de Camondo, Avenue des Champs-Élysées Nr. 82, um 1910

Isaac de Camondo wuchs in Konstantinopel auf und erlernte neben der türkischen auch die französische Sprache. Zusammen mit der Familie übersiedelte er 1869 nach Paris, wo er sein Baccalauréat ablegte. Isaac de Camondo lebte im Haus seiner Eltern in einem Seitenflügel bis zum Verkauf der Villa im Jahr 1893. Anschließend bezog er drei zusammenhängende Appartements in der Rue Gluck, bevor er 1907 eine geräumige Wohnung an der Avenue des Champs-Élysées Nr. 82 bezog, in der er bis zu seinem Tod 1911 lebte. Anders als andere Familienmitglieder trat Isaac de Camondo nie als Bauherr hervor. So hatte er das von 1885 bis 1894 bei Jagdausflügen bewohnte Château de Sainte-Assise in der Nähe von Melun lediglich gemietet.
Isaac de Camondo hat nie geheiratet. Aus seiner Liaison mit der Opernsängerin Lucy Berthet gingen zwei Kinder hervor: der Schriftsteller Jean Bertrand (1902–1980) und der Schauspieler Paul Bertrand (1903–1978). Isaac Camondo gab 1910 bei dem Maler Henri Lebasque ein Porträt von Jean Bertrand in Auftrag. Der Künstler schuf zudem 1912 posthum ein Porträt von Isaac de Camondo.

### Berufliche Karriere und internationale Anerkennung
1874 trat Isaac de Camondo offiziell in das Bankhaus Isaac Camondo & Cie. ein. Obwohl er 1882 nur noch einmal seine Geburtsstadt Konstantinopel besuchte, verfügten er und seine Familie über ausgezeichnete Verbindungen zum osmanischen Finanzmarkt und waren an der Vermittlung von Investitionen im Rahmen der Modernisierung der dortigen Infrastruktur beteiligt. Für diese Aktivitäten erhielt er von verschiedenen Regierungen zahlreiche Auszeichnungen und Orden. Darüber hinaus ernannte ihn das Osmanische Reich für die Zeit von 1891 bis 1895 zum Generalkonsul in Paris. Neben seinem Vater Behor Abraham de Camondo und dem Onkel Nissim de Camondo arbeitete Isaac de Camondo als Präsident des Italienischen Komitees der Weltausstellung von 1889.
Nachdem sich Isaac de Camondo seit den 1890er Jahren mehr und mehr aus dem operativen Geschäft des Bankhauses Isaac Camondo & Cie. zurückgezogen hatte, übernahm er leitende Funktionen in anderen Unternehmen. So wurde er 1901 in den Vorstand der Banque de Paris et des Pays-Bas gewählt und wirkte zugleich als Präsident der Compagnie Générale du Gaz pour la France et l’Etranger (Gasunternehmen) und der Compañía de los Ferrocarriles Andaluces (Andalusische Eisenbahnen). 1909 stand er als Präsident der Société Nationale vor, aus der später die Investitutionsbank Crédit Foncier Ottoman hervorging.

### Der Musikliebhaber und Komponist

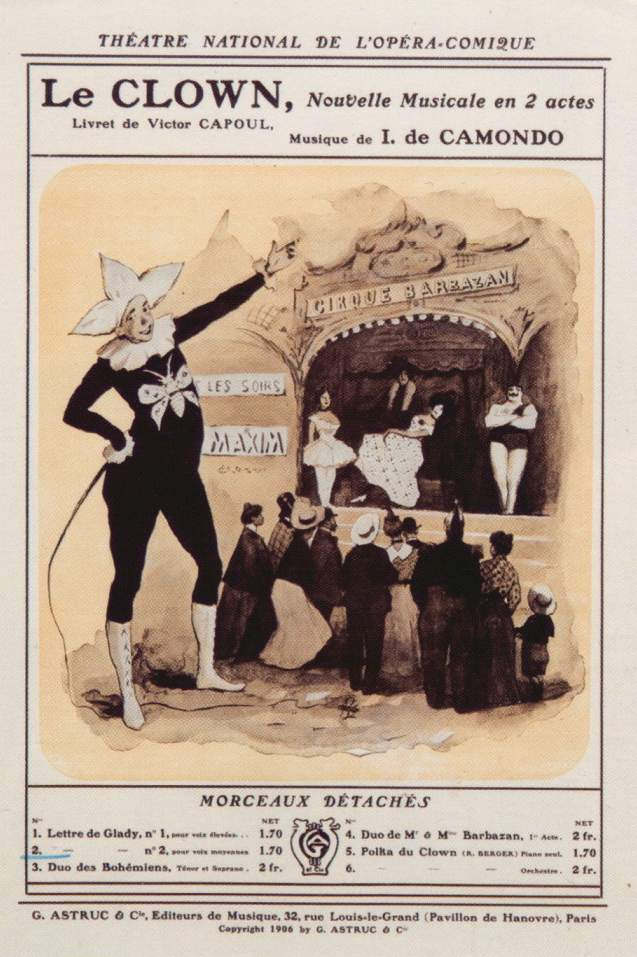
Titelseite des Programmheftes der Oper Le Clown, 1908

Isaac de Camondo war ein großer Musikliebhaber und komponierte bereits in seiner Jugend eigene Stücke. Zu seinen bevorzugten Komponisten gehörten zunächst Johann Strauss (Sohn) und Jacques Offenbach, bevor er sich der Musik von Richard Wagner zuwandte. Im August 1876 besuchte er die Erstaufführung der gesamten Tetralogie von Der Ring des Nibelungen unter Leitung des Komponisten in Bayreuth. Dorthin reiste er 1882 erneut, um zusammen mit seinen Freunden, dem Komponisten Léo Delibes sowie dem Cellisten Franz Fischer, die Premiere des Parsifal zu sehen.
Die von Camondo 1893 bezogene Wohnung in der Rue Gluck lag direkt gegenüber der Opéra Garnier, deren langjähriger Abonnement er war und die er finanziell unterstützte. 1904 begründete er die Société des Artistes et Amis de l’Opéra (Gesellschaft der Künstler und Freunde der Oper) und wurde deren erster Präsident. Zudem war er seit 1898 Anteilseigner der Opéra-Comique und unterstützte finanziell seinen Freund Gabriel Astruc, den Herausgeber der Zeitschrift Musica.
Als Amateur nahm Camondo Unterricht in Komposition bei dem Komponisten Gaston Salvayre. Einige seiner Lieder und Instrumentalwerke gelangten 1904 im Salle Erard zu Aufführung. Sein bekanntestes Werk ist die Oper Le Clown, deren Uraufführung 1906 im Pariser Nouveau Théâtre mit der amerikanischen Sopranistin Geraldine Farrar stattfand. Das Libretto stammte von Victor Capoul. Weitere Aufführungen der Oper fanden 1908 und 1909 an der Opéra-Comique und ebenfalls 1909 in Marseille statt. Es folgten Aufführungen 1910 in Vichy, 1911 in Antwerpen und 1912 in Köln.

### Der Kunstsammler und Mäzen
In seinem familiären Umfeld lernte Isaac de Camondo bereits als Kind Interieurs mit erlesenem Kunsthandwerk kennen. Dem Geschmack der Familie und der Zeit entsprechend, richtete auch er seine Wohnungen mit wertvollen Orientteppichen, französischen Möbeln des 18. Jahrhunderts sowie Skulpturen des Mittelalters und der Renaissance ein. Auf zwei bedeutenden Auktionen erstand Isaac de Camondo in größerem Umfang Objekte für seine kunsthandwerkliche Sammlung. Aus der Sammlung des Baron Pichon kamen so 1878 zahlreiche Silberarbeiten in seinen Besitz und auf der Auktion des Baron Léopold Double im Jahr 1881 erwarb Camondo überwiegend Kunst des XVIII. Jahrhunderts, wozu insbesondere die um 1770 vermutlich von Etienne-Maurice Falconet geschaffene Uhr Trois Grâces (heute im Louvre) gehörte. Bereits ab 1874 sammelte er zudem ostasiatische Kunst. Hierbei erwarb er japanische Skulpturen, Lackarbeiten, Keramiken und in großem Umfang Drucke japanischer Künstler. Er gehörte damit zu den frühesten Sammlern des Japonismus in Frankreich. Camondo zählte 1897 zu den Mitbegründern der Société des Amis du Louvre (Freundeskreis des Louvre) und wurde 1899 in den Vorstand der Union Centrale des Arts Décoratifs gewählt.
Besondere Bedeutung kommt seiner Gemäldesammlung zu, an deren Anfang der Ankauf von fünf Arbeiten des Malers Jean-François Millet im Jahr 1875 stand. Es folgten später Gemälde wie Chevaux arabes se battant dans une écurie und Passage d'un gué au Maroc von Eugène Delacroix, Voiliers, Baigneurs sur la plage de Trouville und La jetee de Deauville von Eugène Boudin, Jeunes filles au bord de la mer von Pierre Puvis de Chavannes, L’atelier de Corot und Jeune fille a sa toilette von Jean-Baptiste Camille Corot und En Hollande, les barques près du moulin von Johan Barthold Jongkind.
Zu Beginn der 1890er Jahre erwarb Camondo in großem Umfang Werke des französischen Impressionismus. So gelangte 1892 Fin d’Arabesque von Edgar Degas in seine Sammlung, dem rund 30 weitere Arbeiten dieses Künstlers folgen sollten, sodass er später in seinem Apartment diesen Maler einen eigenen Raum widmen konnte. Neben Ballettszenen und Bildern von der Pferderennbahn gehörten zu dieser Werkgruppe die Gemälde Les repasseuses, Après le Bain und das bekannte Doppelporträt L’Absinthe, sowie verschiedene Pastelle und Zeichnungen.

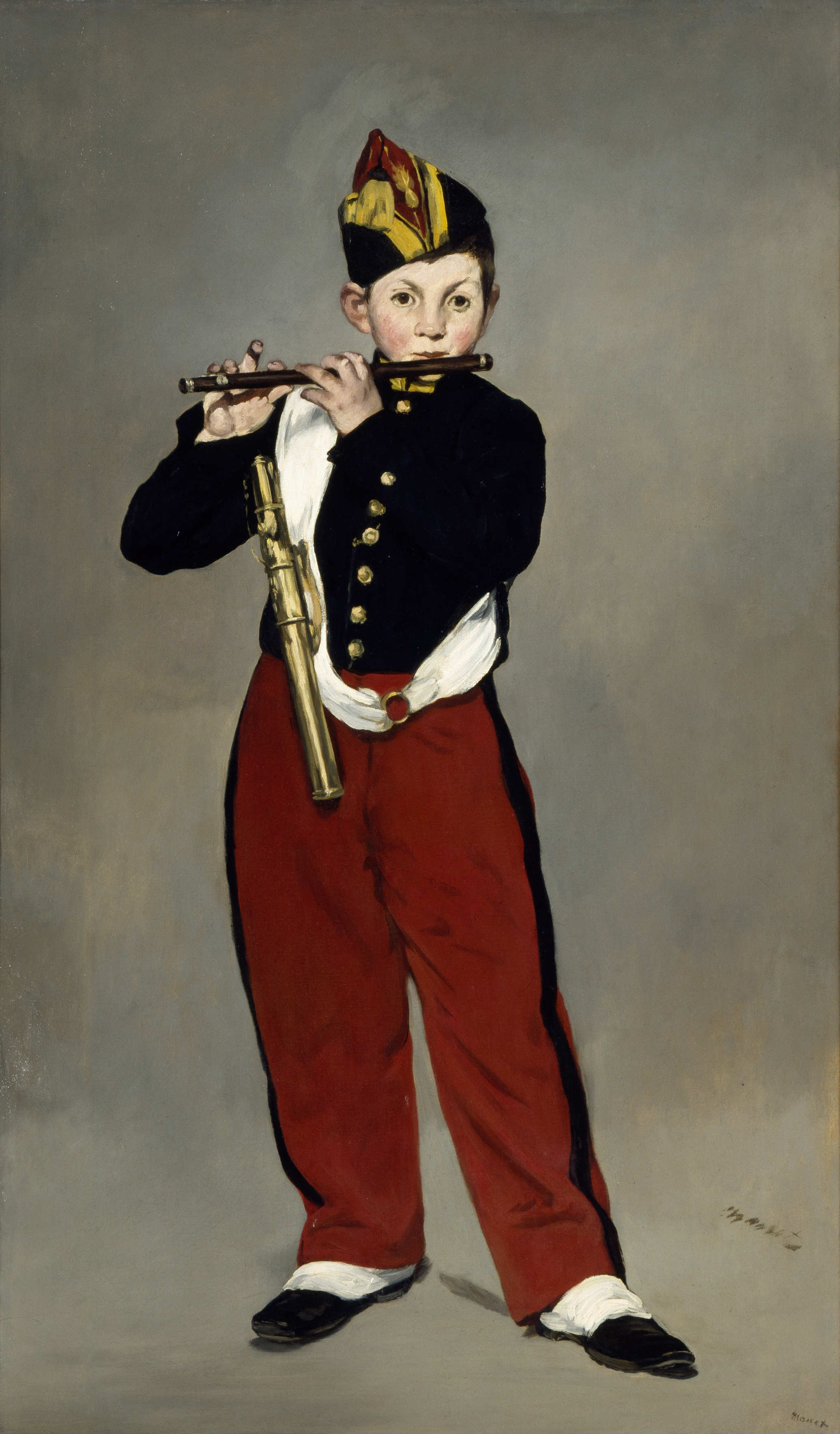
Édouard Manet: Le fifre 1866 Musée d’Orsay
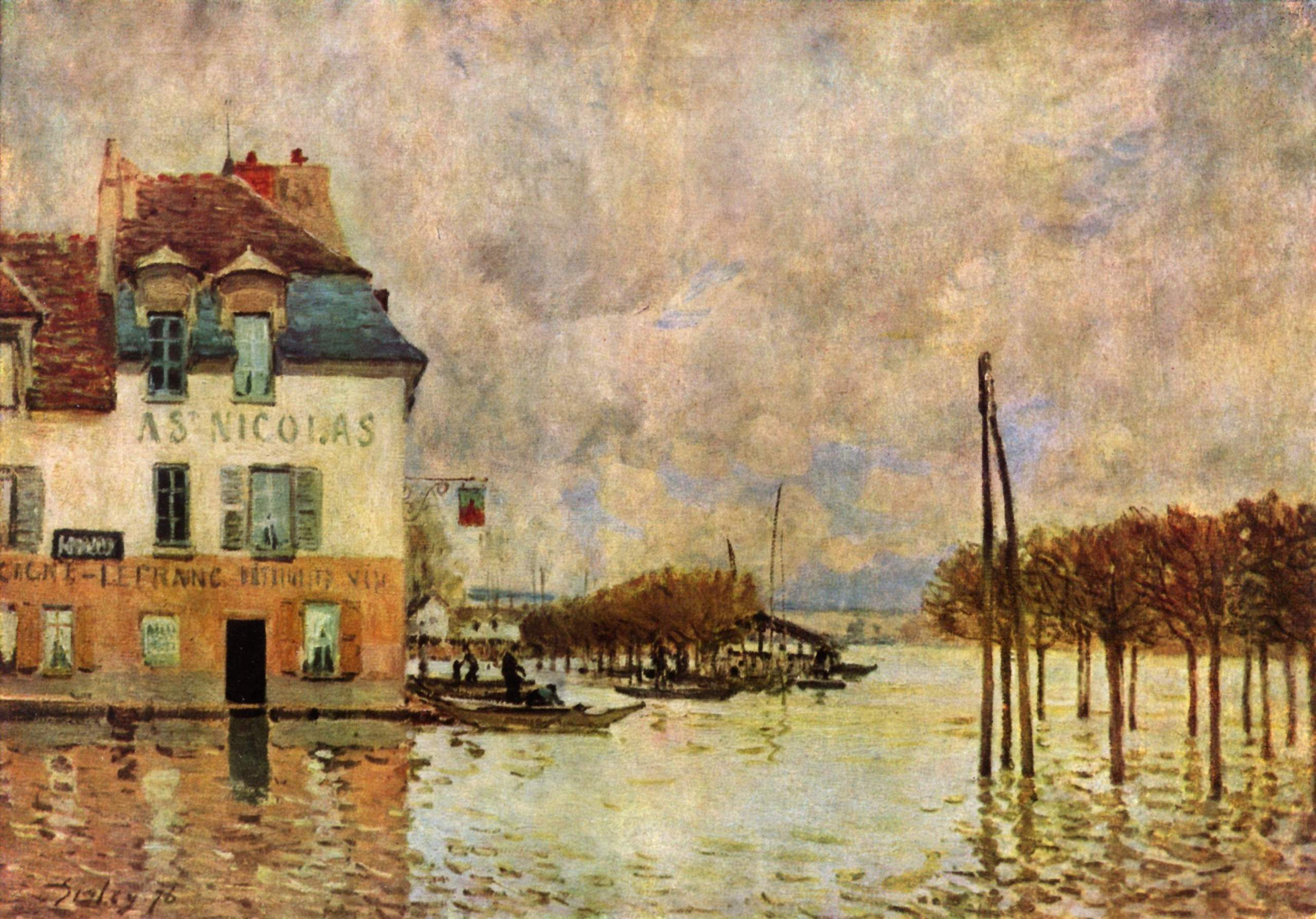
Alfred Sisley: L’Inondation à Port-Marly 1876 Musée d’Orsay
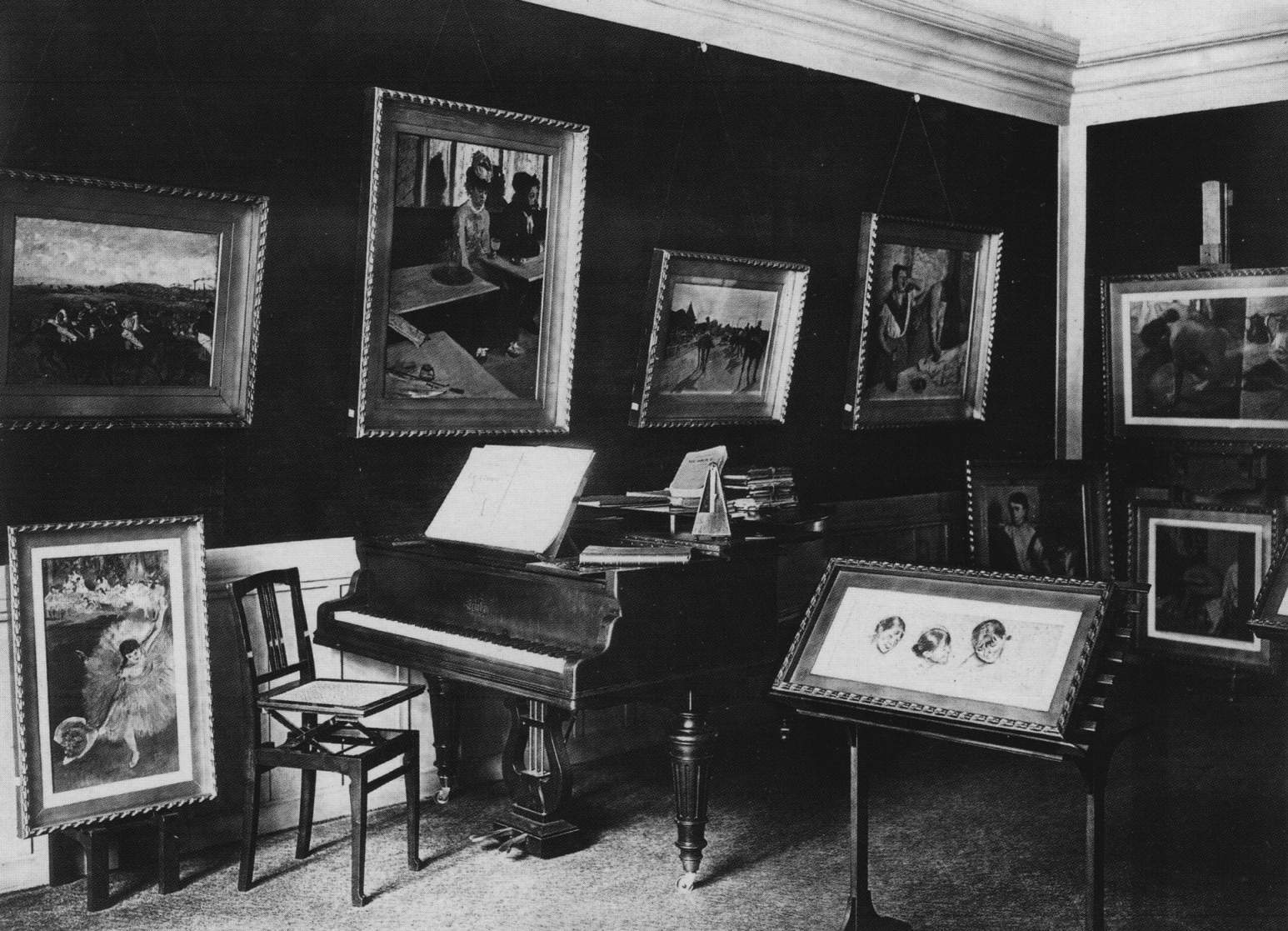
Das Degas-Zimmer im Apartment von Isaac de Camondo, Avenue des Champs-Élysées Nr. 82, um 1910
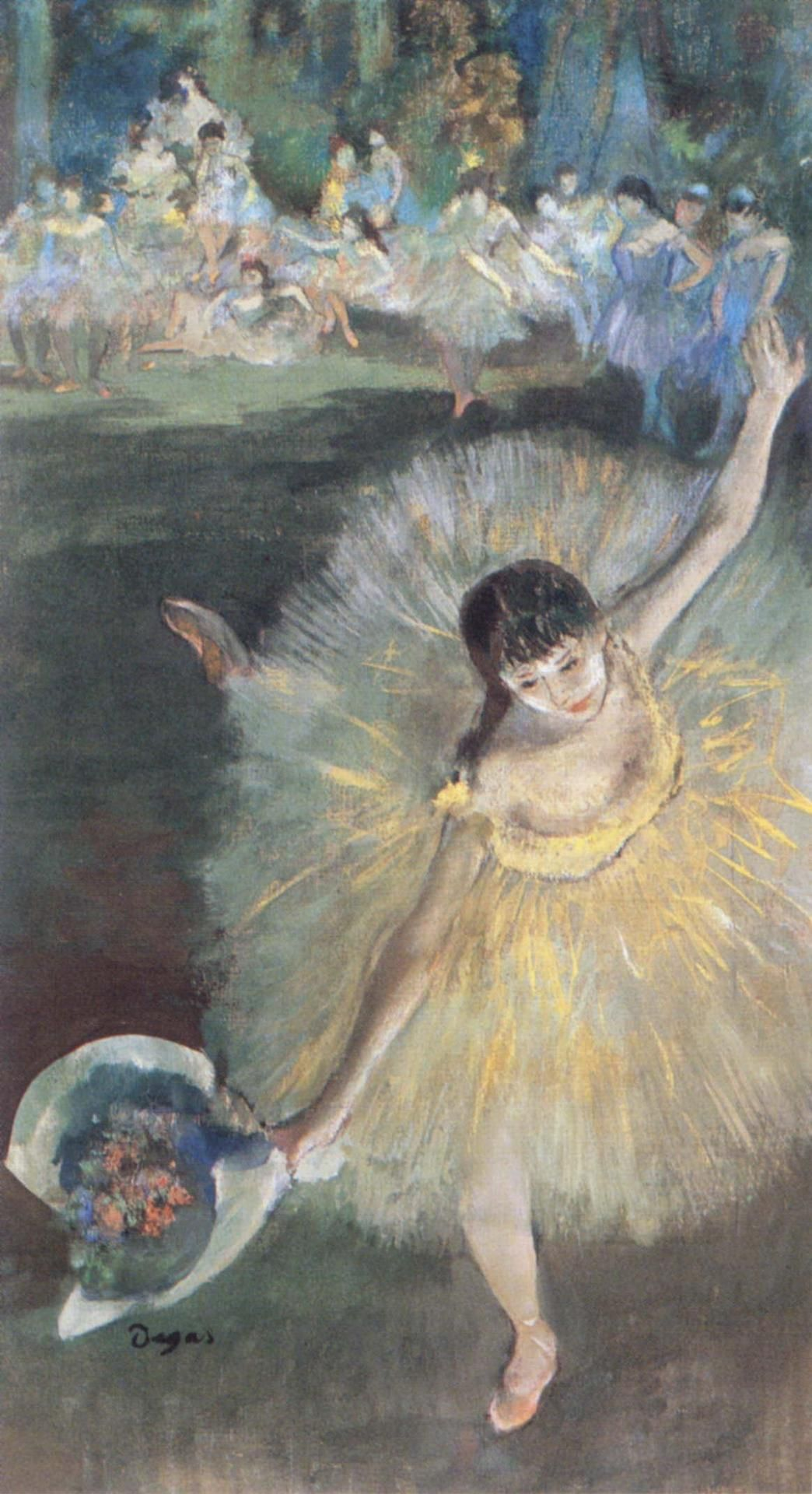
Edgar Degas: Fin d’Arabesque 1877 Musée d’Orsay

Ein weiterer Werkblock in der Sammlung Camondos umfasst Gemälde von Claude Monet, den er wiederholt in seinem Haus in Giverny besuchte. Zu den frühesten Monets seiner Sammlung gehört die Winterlandschaft La Charrette, route sous la neige à Honfleur von 1867, gefolgt von Bildern die in den 1870er Jahren an der Seine entstanden, wie etwa Le bassin d’Argenteuil von 1872, oder Les Barques, Regates a Argenteuil von 1874, dem Jahr der ersten Gruppenausstellung der Impressionisten. Ebenso befanden sich spätere, in Vétheuil und Port-Villez (heute: Notre-Dame-de-la-Mer) entstandene Landschaften Monets in seiner Sammlung. Von den Serienbildern aus der späten Schaffensphase des Künstlers gehörten eine Ansicht des Londoner Parlamentsgebäudes und vier der heute fünf im Musée d’Orsay befindlichen Gemälde mit dem Motiv der Kathedrale von Rouen zu seinem Besitz. Aus Monets Zeit in Giverny findet sich in Camondos Sammlung Bras de Seine près de Giverny von 1897 sowie zwei Bilder mit Seerosenmotiven (Le bassin aux nymphéas, harmonie bleue und Le bassin aux nymphéas, harmonie blanche).
Von Édouard Manet trug Camondo ebenfalls eine Gruppe bedeutender Werke zusammen. Hierzu zählen die in den 1860er Jahren entstandenen Arbeiten Lola de Valence und Le fifre, ferner Madame Manet au piano, Clair de lune sur le port de Boulogne und Branche de pivoines blanches et secateur. Von Manets Spätwerk besaß Camondo das Gemälde Die Zitrone sowie die Pastelle Buste de femme nue und La femme au chapeau noir (Portrait d'Irma Brunner, la Viennoise).
Ein weiterer in größerem Umfang in der Sammlung vertretener Künstler ist Alfred Sisley. Von ihm erwarb Camondo beispielsweise die Landschaftsbilder L’Inondation à Port-Marly, La barque pendant l’Indonation, La neige a Louveciennes und Moret, bords du long. Hinzu kommen drei Frauenporträts von Pierre-Auguste Renoir, darunter das um 1907 entstandene Bild Femme se peignant. Von Camille Pissarro erwarb er zudem Effet de neige a Eragny und Jeune fille à la baguette.
Von den Spätimpressionisten gehören mehrere Arbeiten von Paul Cézanne zu den Höhepunkten der Sammlung Camondo. Neben den Stillleben Dahlias, Le vase bleu und Pommes et oranges kaufte der Sammler so bekannte Gemälde wie La Maison du pendu und eine Version von Les Joueurs de cartes. Hinzu kommen einzelne Werke von Vincent van Gogh (Couronne impériale dans un vase de cuivre) und Henri de Toulouse-Lautrec (La clownesse Cha-U-Kao).

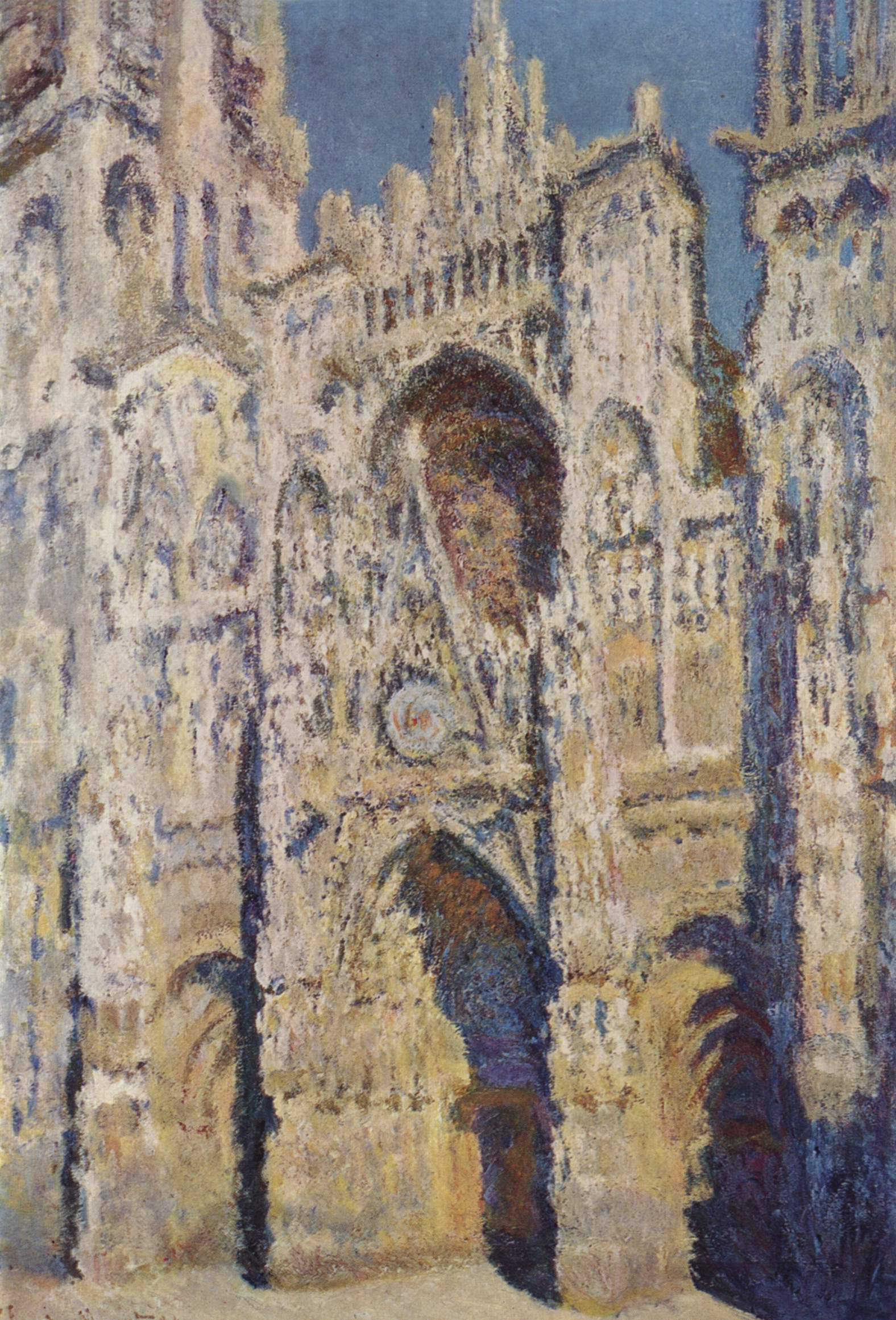
Claude Monet: La cathédrale de Rouen 1893 Musée d’Orsay
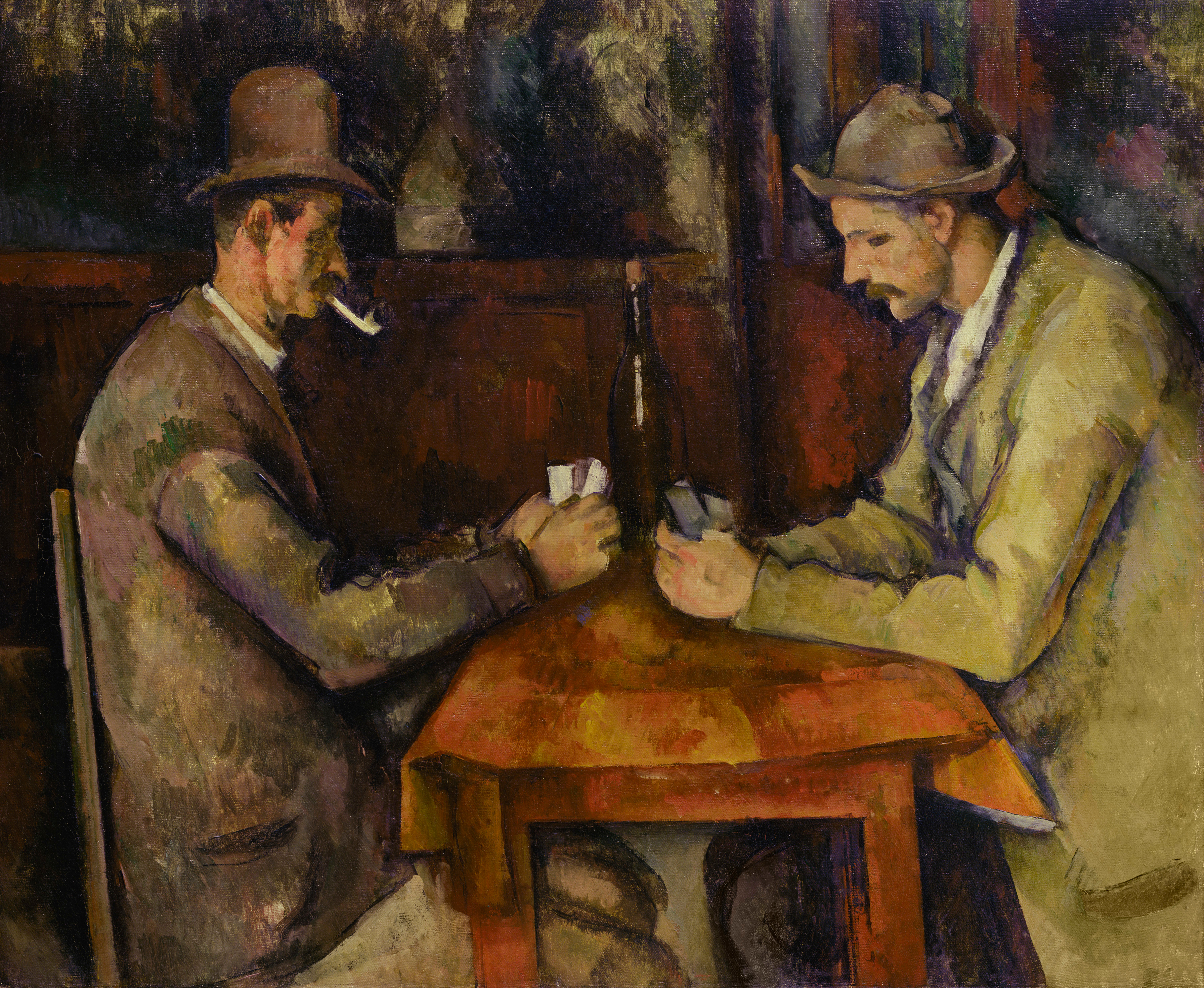
Paul Cézanne: Les Joueurs de cartes um 1894–1895 Musée d’Orsay
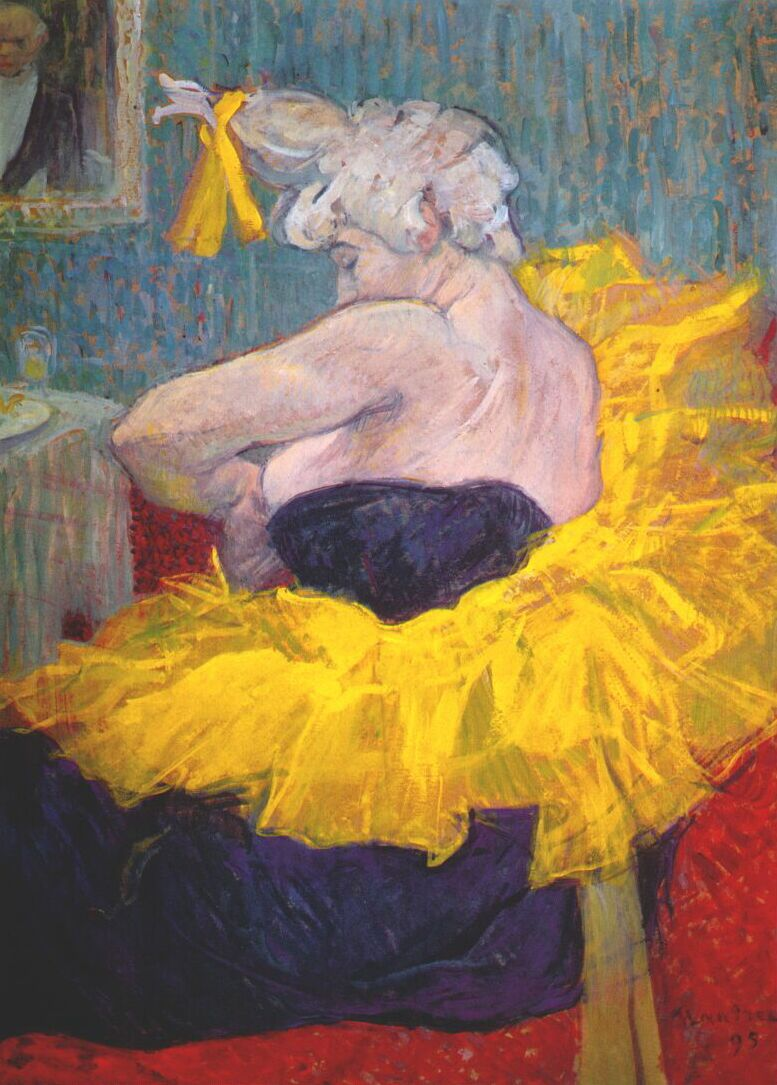
Henri de Toulouse-Lautrec: La clownesse Cha-U-Kao 1895 Musée d’Orsay
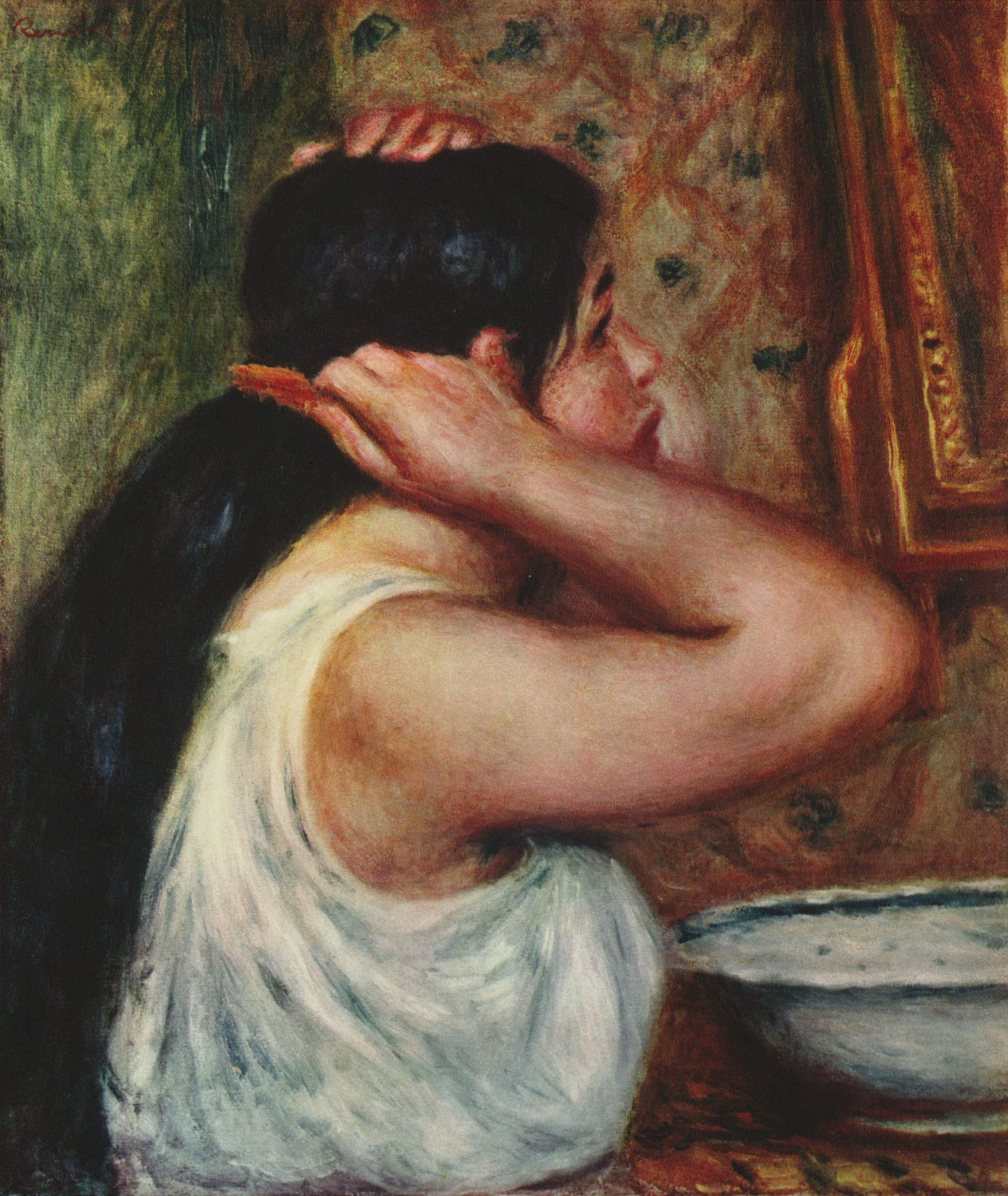
Pierre-Auguste Renoir: Femme se peignant um 1907 Musée d’Orsay

Neben der Gemäldesammlung trug Camondo zudem eine beträchtliche Sammlung mit Zeichnungen und andere grafische Arbeiten zusammen. Hierunter finden sich Arbeiten von Jean-Louis Forain, Jean-Honoré Fragonard, Paul Gavarni, Jean-Auguste-Dominique Ingres, Johan Barthold Jongkind, Maurice Quentin de La Tour, Charles Meryon, Jean-François Millet, Pierre Paul Prud’hon, Pierre Puvis de Chavannes, Théodore Rousseau, Augustin de Saint-Aubin, Antoine-Louis Barye, François Boucher, Charles-Nicolas Cochin, François de Cuvilliés der Ältere, Honoré Daumier, Jean Charles Delafosse und Antoine Watteau.
Camondo begann 1897, Teile seiner Sammlung dem Louvre zu schenken. Weitere Schenkungen folgten 1903, 1906, und nach seinem Tod 1911. In seinem 1908 verfassten Testament hatte er verfügt, dass seine Sammlung im Louvre für 50 Jahre als geschlossenes Ensemble gezeigt werden müsse und die dafür vorgesehenen Räumlichkeiten seinen Namen tragen sollten. Seit 1914 war die Sammlung entsprechend im Louvre präsentiert. Heute ist die Sammlung auf verschiedene Museen aufgeteilt. Hierzu gehören das Musée d’Orsay, das die Impressionisten-Sammlung zeigt, das Museum Guimet, wohin die Sammlung asiatischer Kunstwerke gelangte, das Musée de l’Histoire de France, das Musée national de la Marine und der Louvre, wo sich beispielsweise die Werke von Delacroix aus der Sammlung Camondo befinden. Bis heute erinnert im Louvre der Salle de la donation Camondo an den großzügigen Stifter.

## Auszeichnungen
- 1872 Kommandeur des Mecidiye-Ordens (Osmanisches Reich)[2]
- 1880 Offizier des Ordens der Krone von Italien (Italien)[7]
- 1882 Offizier 2. Klasse des Mecidiye-Ordens (Osmanisches Reich)[5]
- 1883 Großoffizier des Takovo-Ordens (Serbien)[5]
- 1885 Kommandeur des Christusordens (Portugal)[5]
- 1891 Ritter des Ordens der hl. Mauritius und Lazarus (Italien)[3]
- 1908 Kommandeur der Ehrenlegion (Frankreich)[4]